# Perizoma pujoli
Perizoma pujoli là một loài bướm đêm trong họ Geometridae.